# Цао Юйпэн
Цао Юйпэн (род. 27 октября 1990 года в Гуанчжоу, Китай) — китайский профессиональный снукерист.

## Карьера
В 2006 Цао Юйпэн занял 3-е место в China Pro Tour. В 2008 году стал победителем чемпионата Китая среди игроков до 21 года. В 2009 и 2011, будучи любителем, он получал уайлд-кард на выступление в China Open, но оба раза уступал в первом же матче. Кроме того, в 2011 он принял участие на Hainan Classic и Wuxi Classic. Цао стал профессионалом и попал в мэйн-тур благодаря своей победе на юниорском чемпионате Азии в 2011 году (в финале этого турнира он выиграл у иранца Хусейна Вафэйи со счётом 7:3).
Высшим достижением можно считать выступление на Scottish Open 2017, где Цао Юйпэн уступил в финале Нилу Робертсону со счётом 9:8. Примечательно, что Цао лидировал в партии со счётом 4:8, но затем проиграл 5 фреймов подряд. Переломным стал решающий чёрный шар в 16 фрейме, который Цао не смог реализовать и гарантировать себе первый титул в карьере.
Дисквалификация
Цао Юйпэн получил отстранение на 6 лет, причём 2,5 года он совершенно точно будет вне игры (до 24 ноября 2020 года), а 3,5 года WPBSA может убрать, если Цао будет соблюдать письменные договорённости с организацией и помогать в борьбе с коррупцией.
Источник - https://m.sports.ru/tribuna/blogs/mustread/2265928.html (недоступная+ссылка)

## Финалы турниров

### Финалы Рейтинговых турниров: 1 (0 побед, 1 поражение)
| Результат | №  | Год  | Турнир               | Соперник по финалу | Счёт |
| --------- | -- | ---- | -------------------- | ------------------ | ---- |
| Финалист  | 1. | 2017 | Scottish Open        | Нил Робертсон      | 8–9  |
| Финалист  | 1. | 2018 | Чемпионат Гибралтара | Райан Дэй          | 0–4  |

### Финалы НЕ Рейтинговых турниров: 2 (1 победа, 1 поражение)
| Результат | №  | Год  | Турнир           | Соперник по финалу | Счёт |
| --------- | -- | ---- | ---------------- | ------------------ | ---- |
| Чемпион   | 1. | 2011 | HK Spring Trophy | нет данных         | н/д  |
| Финалист  | 1. | 2015 | General Cup      | Чжан Аньда         | 4–5  |

### Финалы профессионально-любительских турниров: 2 (2 победы, 0 поражений)
| Результат | №  | Год  | Турнир                      | Соперник по финалу | Счёт |
| --------- | -- | ---- | --------------------------- | ------------------ | ---- |
| Чемпион   | 1. | 2013 | Азиатские игры в помещениях | Дин Цзюньхуэй      | 4–2  |
| Чемпион   | 2. | 2017 | Baoying Open                | Чан Бингу          | 5–4  |